# Garrett Swann
Garrett Swann (Santa Bárbara, Califórnia, 12 de Abril de 1969) é um ator estadunidense, mais conhecido por seu trabalho na telenovela Fashion House, na qual interpretou Harold. Outros papéis importantes desempenhados pelo ator incluem Valet no filme Wild Child e Beau Vyne em Milk.